# 8,8 cm RW 43 Puppchen
8.8 см RW 43 «Пупхен» (нім. 8.8 см Raketenwerfer 43 «Püppchen») — багаторазова протитанкова ракетна установка калібру 88 мм, розроблена Третім Рейхом під час Другої світової війни.
Зброя була невеликою двоколісною установкою з гранатометом RPzB, закріпленого на лафеті. Використовувала набої Gr. 4312 з кумулятивною бойовою частиною заряду. Граната мала коротший хвостовий отвір 490 мм (19 дюйм) у порівнянні з 650 мм для гранати RPzB. Gr. 4322 до гранатомета Panzerschreck. Обидві гранати використовували однакові боєголовки та сплави.
З 1943 по 1945 рік було зроблено приблизно 3000 одиниць. Він був створений у значно менших кількостях, ніж Panzerschreck, який засновувався на американській ракетній установці M1 Bazooka, або Panzerfaust, який був одноразовою протитанковою безвідкотною гвинтівкою. Це частково через те, що стало зрозуміло — для запуску 88 мм ракети потрібна проста порожниста трубка із запальним пристроєм, а не складна мініатюрна артилерія з лафетом та казенною частиною. Завдяки лафету та кращому прицілу, точність була вищою, а дальність польоту більш ніж удвічі більшою, ніж у Panzerschreck. Однак Raketenwerfer 43 був дорожчим, важчим і складніший в виробництві, ніж Panzerschreck або Panzerfaust.